# Ahaura
Ahaura ist ein Dorf in der Region West Coast auf der Südinsel von Neuseeland.

## Geographie
Das Dorf liegt im Grey Valley des Grey District, an der Mündung des Ahaura River in den Grey River/Māwheranui. Die nächstgelegenen Städte sind Greymouth, 34 km südwestlich und Reefton, 44 km nordöstlich.
Die Bevölkerung Ahauras betrug 2013 372 Einwohner, ein Rückgang um 18 seit 2006.

## Geschichte
Die europäische Besiedelung des Gebietes begann 1858 mit der Nutzung von Weideland am Zusammenfluss von Ahura und Grey River/Māwheranui.

## Verkehr
Der New Zealand State Highway 7 führt durch den Ort.
Ahaura liegt auch an der Bahnstrecke Stillwater–Ngākawau. Diese wird nur noch für den Güterverkehr betrieben. Der Personenverkehr wurde 1967 eingestellt.

## Bildung
Die Awahono School-Grey Valley ist eine koedukative Grundschule für die Jahrgangsstufen 1–8 mit derzeit 113 Schülern. Das decile rating beträgt 4. Diese Schule entstand Anfang 2005 aus der Zusammenlegung der Schulen von Ahaura, Moonlight, Ngahere und Totara Flat.